# Powerking

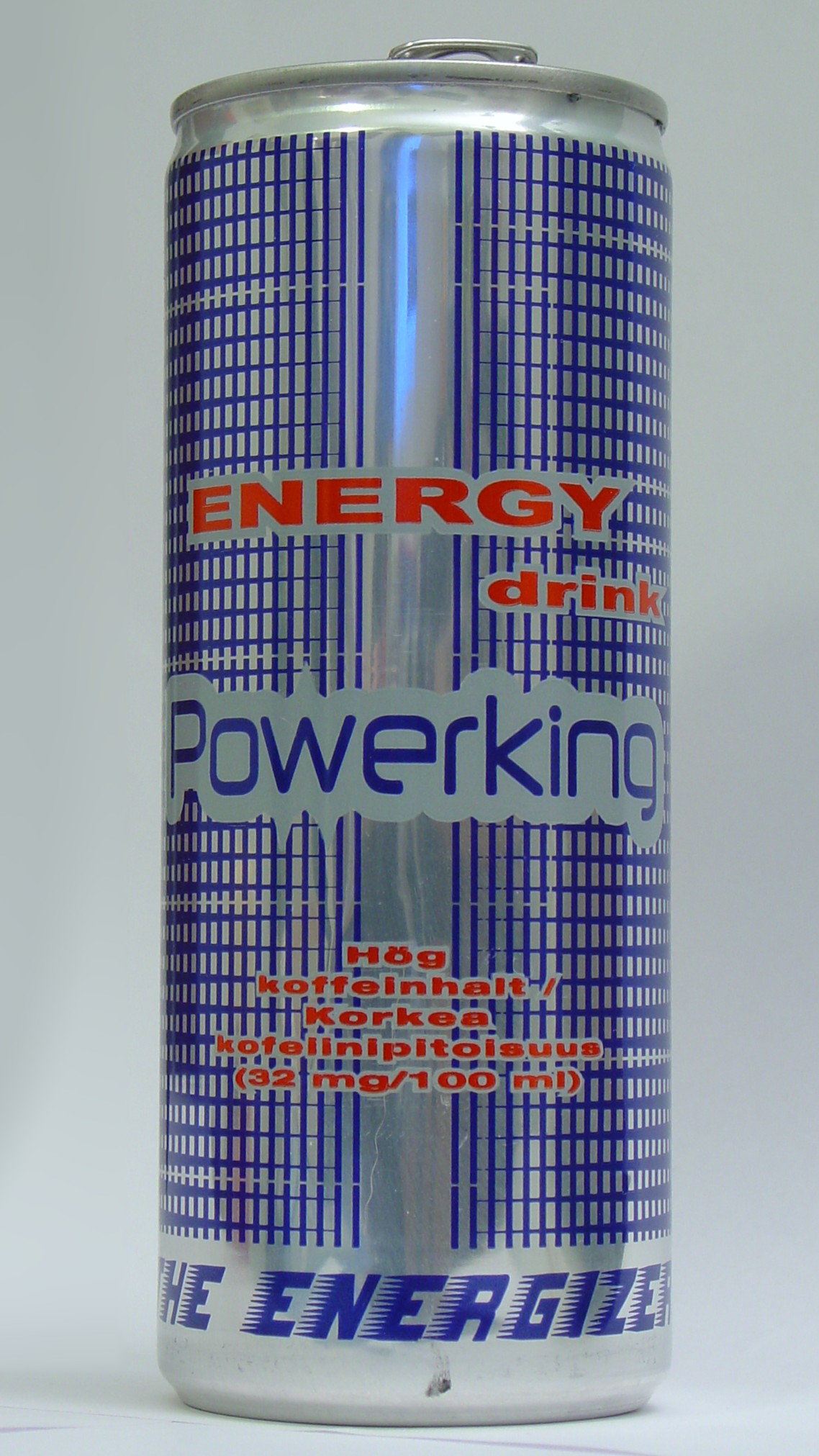
En burk Powerking-energidryck.

Powerking är ett varumärke för främst energidrycker, som tillverkas av nederländska EMD. Powerking marknadsförs i Sverige av Axfood och i Finland av Tuko.
Förutom energidryck marknadsförs även energibarer, milkshaker, tuggummi och elektriska batterier under varumärket Powerking.
Powerkings energidrycker säljs i burkar om 250, 355 och 500 ml. Koffeinhalten i Powerking är 32 mg/100 ml, taurinhalten 400 mg/100 ml och kalorihalten 44 kcal/100 ml.